# Werdohl
Werdohl è una città di 17 727 abitanti della Renania Settentrionale-Vestfalia, in Germania.
Appartiene al distretto governativo (Regierungsbezirk) di Arnsberg ed al circondario della Marca (targa MK).
Werdohl si fregia del titolo di "Media città di circondario" (Mittlere kreisangehörige Stadt).